# Amsurg
Amsurg est une entreprise américaine de chirurgie.

## Histoire
Le 29 mai 2014, Amsurg annonce l'acquisition de Sheridan Healthcare pour 2,35 milliards de dollars, après cette acquisition Amsurg aura 4 600 médecins employés au lieu de 2 400 médecines précédemment.
En juin 2016, Amsurg et Envision Healthcare annoncent leur projet de fusionner pour créer une nouvelle entité reprenant le nom de Envision Healthcare.